# Лунна програма на СССР
Лунна програма на СССР (на руски: Советская программа лунных пилотируемых полётов) – програма за пилотирани космически полети до Луната и обратно. Включва много проекти и две паралелни, взаимнодопълващи се програми – облитане на Луната (на руски: Лунно-облётная программа) и кацане на лунната повърхност (на руски: Лунно-посадочная программа). Важен елемент от съветската космическа програма. В продължение на повече от петнадесет години е основен проект като приоритет и значение в развитието на съветската космонавтика. До 1989 г. лунната програма на СССР е абсолютно секретна и за нея се знае много малко.

## История на програмата
През 1895 г. Константин Циолковски публикува книгата си „Мечти за земята и небето“. На следващата, 1896 г. той започва писането на своя основен труд „Изследване на космическото пространство с помощта на реактивния двигател“. В тези книги са засегнати проблемите на използването на ракетните двигатели в космоса, механизмите за космическа навигация, доставката и транспортирането на горивото и междупланетните пътешествия. Идеите на Циолковски намират последователи както в Русия, така и по целия свят. Първите стъпки в практическата космонавтика са направени още през 20–те години на XX век, но сериозно човечеството поглежда към космоса след края на Втората световна война. Русия, по това време СССР, е една от водещите държави в новата научно – изследователска област. През 1957 г. страната успешно извежда на околоземна орбита първия изкуствен спътник на Земята, а в периода 1958 – 1960 г. осъществява първите безпилотни полети до Луната. Въпреки тези големи постижения, СССР не гледа сериозно на пилотиран полет до естествения земен спътник. Единствено генералния конструктор на ОКБ – 1 (Опитно конструкторско бюро-1) Сергей Корольов поддържа идеята за лунна мисия. Висшето ръководство на СССР в лицето на Никита Хрушчов се интересува преди всичко от военното приложение на ракетите. Полетите в космоса са единствено реклама за мощта на държавата. Другите водещи ракетни конструктори са на мнение, че космическото пространство трябва да бъде изследвано единствено от автоматични безпилотни апарати, които са по-евтини и по-безопасни от пилотираните космически полети. След като полетите на хора на околоземна орбита са факт и след като САЩ още в края на 50 – те и началото на 60 – те години започват практически разработки за пилотиран полет до Луната, СССР започва да осъзнава каква голяма стойност ще има успеха на подобно начинание. През 1961 г. Никита Хрушчов получава предложение от Президента на САЩ Джон Ф. Кенеди за съвместен полет, но то е отхвърлено под предлог, че подобно начинание ще бъде много сложно. В действителност, СССР се опасява, че САЩ ще получи достъп до ракетните му тайни. Едва през 1963 г., Сергей Корольов успява да убеди държавното ръководство в нуждата от финансиране на национална лунна програма. На следващата година СССР стартира такава програма със закъснение от почти пет години в сравнение с основния си конкурент САЩ. Започва т. нар. „лунна надпревара“ между двете световни суперсили.

## Етапи в програмата
През 1963 г. започва работата по конструирането на космически кораб за полет до Луната на базата на новия проект Союз. На 3 август 1964 г. с постановление на правителството е сложено началото на съветската лунна програма. След приемане на постановлението се разгръщат реални мащабни работи по две паралелни програми: полет до Луната и кацане на нейната повърхност. Поради лоша организация и недостатъчно финансиране някои от дейностите се забавят до три години, което слага отпечатък върху цялата програма. Началото на полетните изпитания е през 1966 г., а първия пилотиран полет е предвиден за 1967 г.

### Полет до Луната
На този първи етап се предвижда осъществяване на пилотиран космически полет до Луната, поверен на ракетно – космическия комплекс „Протон – Л1“. Този полет се осъществява по траектория тип „примка“ без влизане в окололунна орбита, за разлика от полетите на американските космически кораби, които извършват обиколки около Луната. Това е известния проект „Зонд“ (на български: Сонда), който остава недовършен и изпълнен само в безпилотен вариант. Работата по проекта започва през септември 1965 г. Преход на окололунна орбита не се предвижда, за да може да бъде намалена масата на кораба Л1 (на руски: Лунный-первый) и извеждането му на траектория към Луната да се извърши от тежката ракета – носител Протон, а не от свръхтежката Н-1, която още не е готова. Тъй като полета има престижен характер, научното оборудване на борда на кораба е сведено до минимум. Интерес представлява и обратното навлизане в земната атмосфера. За разлика от американския кораб Аполо, Л1 осъществява двустъпков вход: корабът влиза в атмосферата над южното полукълбо с втора космическа скорост, за сметка на аеродинамичните сили спускаемият апарат „отскача“ от земната атмосфера и отново влиза в космоса, при което скоростта му се намалява до суборбитална. Повторното навлизане в атмосферата става с ниска скорост и вече над територията на СССР.

### Кацане на Луната
Втората съветска лунна програма води директно към повърхността на Луната. Принципа, който разработват руските учени е в общи линии същия, който използват американците в програмата Аполо. Корабът – майка чака на окололунна орбита кацането, а след това и завръщането на спускаемия апарат. Разликата е в това, че кацащия космонавт е сам, а американските му колеги са двама. Изпълнението на програмата е поверено на ракетно – космическия комплекс „Н-1 – Л3 – ЛК“. Началото е поставено през 1964 г., но поради закъснялото строителство на завода-производител, работите започват чак през 1966 г. Първият полет по програмата е предвиден за есента на 1968 г., но е осъществен година по – късно.

## График на полетите

### Полети за облитане на Луната
По програмата са построени 15 кораба Л1, от които трябва да стартират 12. Решено е, да бъдат изпълнени два пилотирани полета, всеки от тях предшестван от поне три напълно успешни безпилотни. Практически са осъществени 7 повече или по – малко успешни полета. В Таблица №1 е показан план-графика за провеждане на мисиите.
| №  | Дата           | Кораб | Задача                                     |
| -- | -------------- | ----- | ------------------------------------------ |
| 1  | февруари 1967  | 2 П   | Безпилотен полет по високоелиптична орбита |
| 2  | март 1967      | 3 П   | Безпилотен полет по високоелиптична орбита |
| 3  | май 1967       | 4 Л   | Безпилотен полет до Луната                 |
| 4  | юни 1967       | 5 Л   | Безпилотен полет до Луната                 |
| 5  | юли 1967       | 6 Л   | Първи пилотиран полет до Луната            |
| 6  | август 1967    | 7 Л   | Безпилотен полет до Луната                 |
| 7  | август 1967    | 8 Л   | Безпилотен полет до Луната                 |
| 8  | септември 1967 | 9 Л   | Безпилотен полет до Луната                 |
| 9  | септември 1967 | 10 Л  | Безпилотен полет до Луната                 |
| 10 | октомври 1967  | 11 Л  | Безпилотен полет до Луната                 |
| 11 | октомври 1967  | 12 Л  | Втори пилотиран полет до Луната            |
| 12 | -              | 13 Л  | Резервен полет                             |

### Полети за кацане на Луната
Началото на програмата е предвидено за 1967 г., но закъснява с две години. Взето е решение за провеждане на две пилотирани мисии. За по – голяма сигурност се предвижда преди всяко кацане да бъде осъществено автоматично такова от безпилотен ЛК. Безпилотния кораб ще бъде използван при авария с основния и като радиомаяк, който ще подпомага навигацията и прилуняването на космонавта в следващата пилотирана мисия. В Таблица №2 е показан план-графика за провеждане на мисиите.
| №  | Дата           | Кораб | Задача                                                             |
| -- | -------------- | ----- | ------------------------------------------------------------------ |
| 1  | септември 1967 | Макет | Изпитание на ракетата – носител Н-1                                |
| 2  | -              | Макет | Резервен полет                                                     |
| 3  | декември 1967  | 5 Л   | Безпилотен Л3 и безпилотен ЛК                                      |
| 4  | февруари 1968  | 6 Л   | Безпилотен Л3 и безпилотен ЛК                                      |
| 5  | април 1968     | 7 Л   | Безпилотен Л3 и безпилотен ЛК                                      |
| 6  | юни 1968       | 8 Л   | Пилотиран Л3 и безпилотен ЛК с кацане на Луната като резервен ЛК-Р |
| 7  | август 1968    | 9 Л   | Безпилотен Л3 и безпилотен ЛК                                      |
| 8  | септември 1968 | 10 Л  | Пилотирани Л3 и ЛК с кацане на Луната                              |
| 9  | -              | 11 Л  | Пилотиран Л3 и безпилотен ЛК с кацане на Луната като резервен ЛК-Р |
| 10 | -              | 12 Л  | Пилотирани Л3 и ЛК с кацане на Луната                              |
| 11 | -              | 13 Л  | Резервен полет                                                     |

## Лунни космонавти
Лунната група в отряда на съветските космонавти е фактически създадена през 1963 г. Първоначално тя е оглавявана от Юрий Гагарин. От 1965 г. групата е оформена документално и започва да се нарича „Отдел за подготовка на космонавти, командири и изследователи по лунната програма“. През май 1966 г. групата е утвърдена от Военно-промишлената комисия, а през февруари 1967 г. – съставена окончателно. Събрани са три екипажа: Алексей Леонов (командир) – Олег Макаров (бордови инженер); Павел Попович (командир) – Виталий Севастянов (бордови инженер); Валери Биковски (командир) – Николай Рукавишников (бордови инженер). Като дубльори в групата са включени още Георгий Доброволски, Пьотър Климук и Валерий Волошин (командири); Юрий Артюхин, Георгий Гречко, Валерий Кубасов, Андриан Николаев, Георгий Шонин, Константин Феоктистов, Виктор Горбатко, Евгений Хрунов, Борис Волинов, Анатолий Филипченко, Владислав Волков, Анатолий Куклин, Анатолий Воронов и Ершов (бордови инженери); Виктор Пацаев, Валерий Яздовски, Сергей Анохин, Владимир Бугров, Генадий Долгополов и Никитский (граждански специалисти по програмата за кацане на лунната повърхност). Официално ръководител на групата е Валери Биковски. Всички космонавти достигат пълна готовност за участие в космически полет през 1968 г. Подготовката се осъществява в Центъра за подготовка на космонавти (ЦПК) в Звездното градче край Москва. За подготовката по астронавигация космонавтите са командировани в Сомалия. При обучението по маневрите за кацане на Луната са използвани наземен симулатор и вертолет. В ЦПК е построен планетариум. Според предварителните назначения първият полет до Луната е поверен на екипажа Валери Биковски (командир) – Николай Рукавишников (бордови инженер), а първото кацане на лунната повърхност – на Алексей Леонов. Като дублиращ екипаж и при двете мисии са определени Павел Попович (командир) и Виталий Севастянов (бордови инженер). След загубата на „лунната надпредвара“ – осъщественото кацане на Луната на екипаж от САЩ – подготовката на съветските космонавти по програмата за облитане на Луната е прекратена през март 1969 г., а по програмата за кацане на Луната – през декември същата година.

## Реализация на програмата
Корабите Л1 извършват седем безпилотни изпитателни полета под обозначенията Космос 146, Космос 154, Зонд 4 – Зонд 8. При това корабите Космос 146 и Космос 154 са изведени на ниска околоземна орбита за извършване на допълнителни тестове, а Зонд 5 – Зонд 8 изпълняват облитане на Луната. Още пет кораба Л1 и два модифицирани Л1С не достигат до космоса поради различни аварии с ракетите-носители, съответно Протон и Н-1. В три от петте полета за облитане на Луната стават произшествия, които биха били с фатален край за екипажа, ако полетите са пилотирани. При Зонд 4 и Зонд 5 отказва системата за управление на входа в атмосферата, корабите влизат по неразчетена траектория с повече от двадесеткратно претоварване, а при полета на Зонд 6 става разхерметизация на кабината и отказ на парашутната система. На кораба Зонд 5 се намират костенурки. Това са първите живи същества, които достигат нашия естествен спътник три месеца преди полета на Аполо 8. Интересен е фактът, че те (за разлика от отлично трениран пилот например) с лекота издържат над двадесеткратното претоварване при приземяването. Първия пилотиран полет до Луната Зонд 7 е предвиден за 8 декември 1968 г. Поради авариите на автоматичните кораби и ниската надеждност на ракетата – носител полетът е отменен. Това решение е продиктувано от обстоятелството, че достигането на Луната има престижен характер и една катастрофа с трагичен край ще се отрази изключително негативно на международния престиж на СССР. Космонавтите пишат писмо до висшите партийни и държавни ръководители, в което настояват за полет, въпреки неуспехите на безпилотните мисии. Правилното решение на политическото ръководство се потвърждава от фактите. На 20 януари 1969 г. Зонд 7 е изстрелян (с отлагане от месец и половина) в безпилотен режим и загубен поради взрив на ракетата – носител Протон. След това първия пилотиран полет на космическия кораб Л1 е отлаган няколко пъти през месеците януари, април, август, ноември и април 1970 г. Последния безпилотен полет на кораба Л1 под названието Зонд 8 е извършен през октомври 1970 г., след което тази програма е закрита, защото облитането на Луната при положение, че САЩ вече са стъпили на нея просто губи смисъл, а програмата за приземяване Н-1 – Л3 – ЛК работи на пълни обороти. На тази програма, обаче, е писано да се превърне в най-голямото разочарование не само за съветската космонавтика, а за съветската наука изобщо. Ракетата – носител Н-1 е готова преди космическия кораб Л3 и десантния модул ЛК. Но точно тя поднася много неприятна изненада с твърде ниската си надеждност. От четири старта – четири завършват с катастрофа. Лунния кораб (ЛК) е изпитан успешно три пъти на околоземна орбита през ноември 1970 г. и февруари и август 1971 г., но по време на тези „ниски“ полети е извеждан от ракетата – носител Союз. След 1972 г., когато е последния неуспешен полет на Н-1 (и последното кацане на Луната от Аполо 17), съветската лунна програма продължава още две години. През това време са модернизирани ракетата – носител и космическия кораб. Предвиждат се пет изпитателни полета през 1975 – 1978 г. Едва след тяхното провеждане, през 1979 г. може да бъде проведен пилотиран полет до Луната, а през 1980 г. – да бъде осъществено кацане на лунната повърхност. При това положение съвсем очаквано висшето ръководство на СССР взема решение през август 1974 г. да прекрати лунната си програма завинаги.

## Резултати
СССР стартира лунната си програма със сериозно закъснение спрямо САЩ и логично губи „лунната надпревара“. Най-общо причините за неуспеха на съветската лунна програма са политически, финансови, организационни и технологични. В СССР липсва политическа воля за постигане на набелязаната задача. Нещо повече, висшите партийни и държавни ръководители гледат на националната космическа програма като на реклама за възможностите на държавата. Използването на ракетната техника за научни цели е възприето като досадно изразходване на значителни финансови ресурси и косвено като причина за забавяне на превъоръжаването на страната. Когато в средата на 60 – те години на 20 – век в СССР осъзнават каква висока пропагандна стойност ще има стъпването на Луната, вече е много късно и изоставането с почти пет години от САЩ не може да бъде наваксано. Финансовия ресурс на двете свръхдържави също не може да бъде съпоставен. Съветската лунна програма поглъща 5 млрд. рубли, докато НАСА изразходва за целта около 22 млрд. долара. С други думи разликата във финансирането е от порядъка на 4 – 5 пъти. Това е една от причините целия съветски проект да носи белезите от икономии на средствата и свързаните с тях технологични несъвършенства. Организационно СССР отстъпва значително на основния си съперник. Свръхтежкия носител Н-1 е построен от 500 (!) организации и 26 ведомства, от които 7 са пряко подчинени на Военно – промишлената комисия. Освен това строителството на завода, в който ракетата се сглобява и добива завършен вид закъснява с две години. Руските конструктори се отказват от строителството на скъпи стендове за динамични и огневи изпитания, поради което ракетите се усъвършенстват в реални полети. Това отнема твърде много време и средства. В проекта на Сергей Корольов се наблюдават редица регресивни технически решения: повече степени, по-голямо количество двигатели, голяма сумарна тяга при малък размер на соплата на първата степен, невъзможност за използването на високоенергетичните кислород – водородни двигатели за връхните степени, сравнително малък полезен товар за размерите на ракетата. В космическите кораби Л3 и ЛК отсъства бордова ЕИМ, а примитивната автоматика е двойно и тройно подсигурена, което води до нарстване теглото на апаратите и намаляване на полезния товар. Поради малката маса на полезния товар, научното оборудване е сведено до минимум, което поставя под съмнение чисто научната стойност от реализирането на проекта.

## Галерия
- Байконур – вратата към космоса
- Ракета – носител Протон
- Лунен облетен кораб Л1
- Ракета – носител Н-1
- Лунен орбитален кораб (ЛОК) Л3
- Лунен кораб (ЛК)
- Съветския лунен скафандър